# Цукуба
Цукуба (на японски: つくば市, по английската Система на Хепбърн Tsukuba-shi, Цукуба-ши) е планиран град в префектура Ибараки в Япония. Според данните за населението от 2003 г., в града живеят 195 686 души, като средната гъстота е 688,87 km². Територията, която Цукуба заема, е 284,07 km².
Градът е основан на 30 ноември 1987 г. като „град на науката“, след като са слети вече съществуващи градове и села. В него се намират повече от 60 изследователски института, включително Цукубският университет, Изследователския център по високи енергии, Националния екологичен институт, както и главния център на Японското национално управление за изследване на космическото пространство (НАСДА).
През 1985 г. в града се провежда панаира ЕКСПО '85, който е увековечен от ракета в естествена големина, намираща се в градския парк.
Връх Цукуба се намира близо до града. Той е известен с шинтоисткия си храм, наподобяващ жаба.

## Побратимени градове
- Ървайн, САЩ